# 亀戸水神社
亀戸水神社（かめいどすいじんしゃ）とは、東京都江東区亀戸にある神社。亀戸水神宮（かめいどすいじんぐう）、あるいは単に亀戸水神（かめいどすいじん）とも称される。水神社・水神宮の一社だが、他の水神社・水神宮と区別するため、通常はこうして地名を冠して呼ばれる。近隣の亀戸香取神社の兼務社であり、御朱印もそちらで得ることができる。
当社が駅名の由来にもなっている最寄り駅である東武亀戸線の亀戸水神駅から、北西へ少し進んだ先の交差点の脇、城東警察署水神森地域安全センターの隣りに鎮座している。

## 歴史
創建は室町幕府12代将軍足利義晴の治世（1521年-1546年）とされ、水害防止祈願のために大和国吉野の丹生川上神社から勧請した。
1945年（昭和20年）3月の東京大空襲で甚大な被害を受けたが、1960年（昭和35年）6月に再建された。

## 祭神
- 弥都波能売神（罔象女神）